# Lijst van voetbalinterlands Anguilla - Grenada
Deze lijst van voetbalinterlands is een overzicht van alle officiële voetbalwedstrijden tussen de nationale teams van Anguilla en Grenada. De landen speelden tot op heden twee keer tegen elkaar. De eerste ontmoeting, een kwalificatiewedstrijd voor de Caribbean Cup 1998, werd gespeeld op 15 april 1998 in Saint John's (Antigua en Barbuda). Het laatste duel, een vriendschappelijke wedstrijd, vond plaats in Saint George's op 31 mei 2025.

## Wedstrijden
| № | Plaats         | Datum         | Competitie                      | Wedstrijd          | Uitslag |
| - | -------------- | ------------- | ------------------------------- | ------------------ | ------- |
| 1 | Saint John's   | 15 april 1998 | Caribbean Cup 1998 kwalificatie | Grenada − Anguilla | 14 − 1  |
| 2 | Saint George's | 31 mei 2025   | Vriendschappelijk               | Grenada − Anguilla | 2 − 0   |

## Samenvatting
| Competitie                 | Totaal gespeeld | Winst Anguilla | Gelijk | Winst Grenada | Doelsaldo Anguilla – Grenada |
| -------------------------- | --------------- | -------------- | ------ | ------------- | ---------------------------- |
| Caribbean Cup-kwalificatie | 1               | 0              | 0      | 1             | 1 − 14                       |
| Vriendschappelijk          | 1               | 0              | 0      | 1             | 0 − 2                        |
| Totaal                     | 2               | 0              | 0      | 2             | 1 − 16                       |

Wedstrijden bepaald door strafschoppen worden, in lijn met de FIFA, als een gelijkspel gerekend.